# Basilius Oberholzer

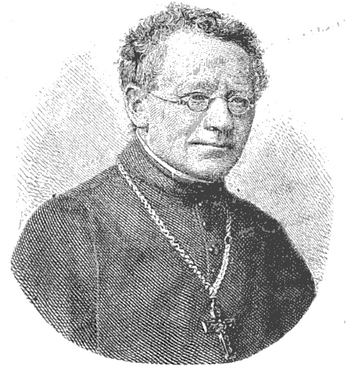
Basilius Oberholzer

Basilius Oberholzer (* 28. Dezember 1821 in Uznach; † 28. November 1895 in Einsiedeln) war von 1875 bis 1895 der 51. Abt der Benediktinerabtei Einsiedeln.

## Leben
Johann Anton Oberholzer wurde am 28. Dezember 1821 als Kind des Landwirts Alois Oberholzer und dessen Frau Anna Maria, geborene Bochsler, geboren. Bereits in seiner Jugend wurde Basilius, der einen Bruder Fidel, später Dekan in der Fürstabtei St. Gallen, hatte, als Sänger und Musiker geschult und konnte sich darin ab 1835 auch in der Stiftsschule Einsiedeln beweisen. Eigentlich wollte er sein Studium abbrechen, doch kehrte er stattdessen nach Einsiedeln zurück und meldete sich für das Noviziat im Kloster an. Nach seiner Profess am 29. September 1843 folgte das Theologiestudium und am 19. September 1846 die Priesterweihe.
Nach seinen Studien übernahm Basilius mehrere Klassen der Stiftsschule und unterrichtete unter anderem Mathematik und Griechisch. Zudem war er von 1846 bis 1850 Vizekapellmeister und von 1848 bis 1852 Vizepräfekt an der Stiftsschule. Die Lehrtätigkeiten endeten, als Abt Heinrich ihn 1858 zum Stiftsküchenmeister ernannte und 1859 zum Statthalter in Pfäffikon (SZ), der bedeutendsten Besitzung Einsiedelns neben dem Kloster selbst. Nach dem Tod Abt Heinrichs wurde Basilius am 13. Januar 1875 zum neuen Abt gewählt.
Seine Liebe zur Stiftsschule zeigte Basilius auch als Abt und liess unter anderem einen neuen Schlafsaal bauen. Auch richtete er zehn Musikzimmer für die Schüler ein.  In der Folge stieg die Anzahl interner Schüler von 120 auf 180, hinzu kamen 90 bis 100 externe Schüler, die Einsiedeln besuchten. Im Jahr 1876 konnten sich neben dem Konvent auch die Schüler über den Einbau einer Dampfheizung freuen. Sie ersetzte die zuvor annähernd 100 zu beheizenden Öfen und trieb mit ihrem Dampf Mühlen und mechanische Werkstätten, darunter eine Torfwerkstatt, an. Außerdem wurde der Dampf für Wäscherei und Küche genutzt. Neben der Schule modernisierte Abt Basilius auch die Landwirtschaftsbetriebe und schaffte einige neue Maschinen an. Die Kirche wurde mit dem Rosenkranzaltar und dem Kronleuchter, einem Geschenk von Napoleon III., elektrifiziert. 1880 wurde das Studententheater ausgebaut und bald mit elektrischem Licht versorgt.
Basilius Oberholzer entwickelte eine ausgeprägt missionarische Tätigkeit des Stifts, und zwar nach innen wie nach aussen. In Arkansas wurde bereits 1878 das Kloster Neu-Subiaco gegründet, 1894 in Devils Lake (North Dakota) das Priorat Neu-St. Gallen. 1893 konnte Abt Basilius noch seine Jubelprofess feiern, aber ein Magenleiden, das schliesslich in Krebs überging, machte ihm in den letzten Jahren seines Lebens sehr zu schaffen. Mit 74 Jahren verstarb der Abt am 28. November 1895.